# Bistum Campo Mourão

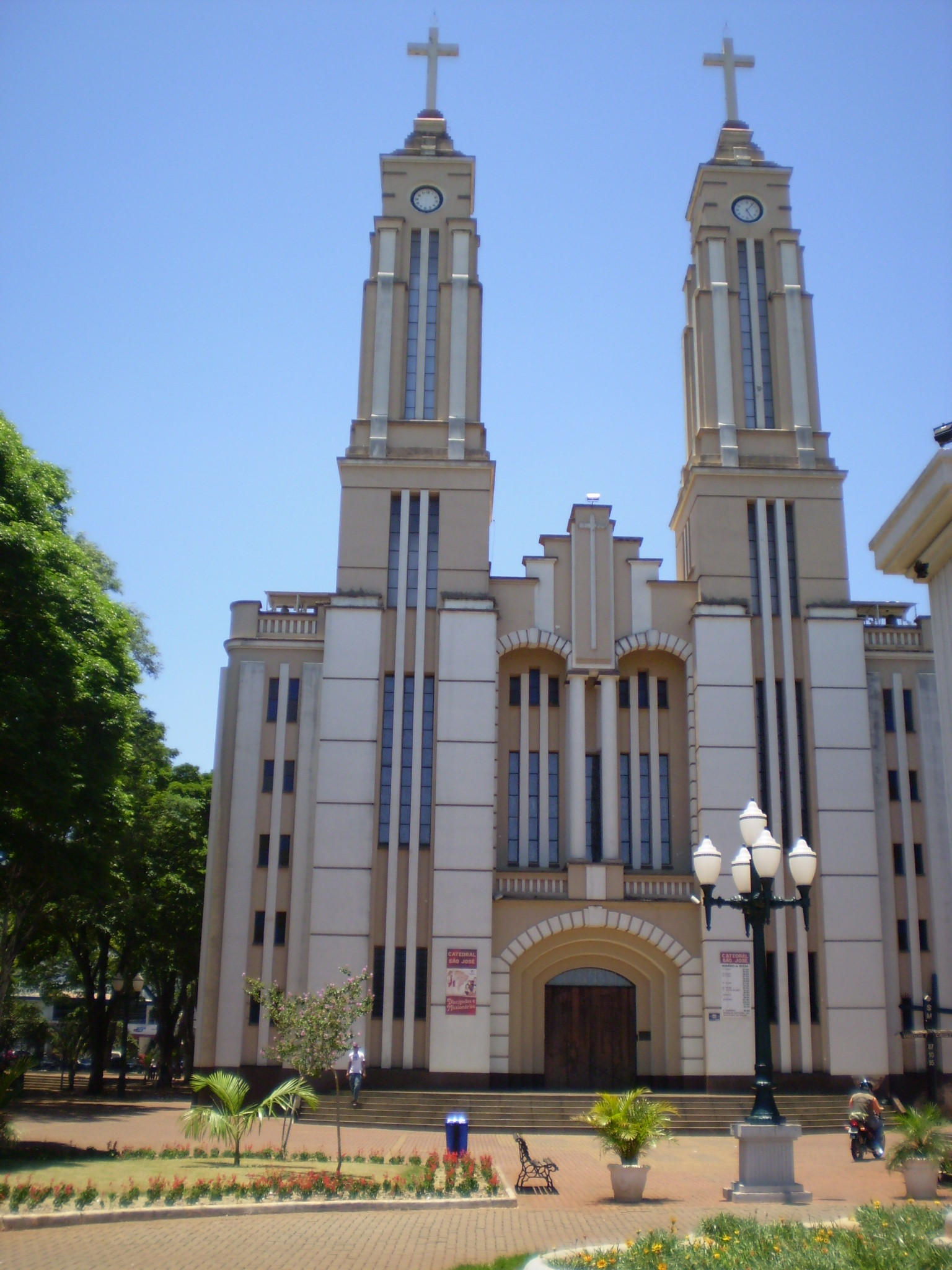
Catedral Sant’Ana

Das Bistum Campo Mourão (lat.: Dioecesis Campi Moranensis) ist eine in Brasilien gelegene römisch-katholische Diözese mit Sitz in Campo Mourão im Bundesstaat Paraná.

## Geschichte
Papst Pius XI. gründete es am 20. Juni 1959 mit der Apostolischen Konstitution Cum venerabili  aus Gebietsabtretungen des Bistums Foz do Iguaçu und wurde dem Erzbistum Curitiba als Suffragandiözese unterstellt.
Teile seines Territoriums verlor es zugunsten der Errichtung folgender Bistümer:
- 28. November 1964 an das Bistum Apucarana;
- 16. Dezember 1965 an das Bistum Guarapuava;
- 26. Mai 1973 an das Bistum Umuarama.

Am 31. Oktober 1970 wurde es Teil der Kirchenprovinz des Erzbistums Londrina und am 16. Oktober 1979 des Erzbistums Maringá.

## Territorium
Das Bistum Campo Mourão umfasst die Gemeinden Campo Mourão, Araruna, Barbosa Ferraz, Boa Esperança, Campina da Lagoa, Corumbataí do Sul, Engenheiro Beltrão, Farol, Fênix, Goioerê, Iretama, Janiópolis, Juranda, Jussara, Luiziana, Mamborê, Mariluz, Moreira Sales, Nova Cantu, Peabiru, Quarto Centenário, Quinta do Sol, Rancho Alegre, Roncador, Terra Boa und Ubiratã des Bundesstaates Paraná.

## Bischöfe von Campo Mourão
- Elizeu Simões Mendes (17. Oktober 1959 – 3. Dezember 1980)
- Virgílio de Pauli (8. Mai 1981 – 21. Februar 1999)
- Mauro Aparecido dos Santos (21. Februar 1999 – 31. Oktober 2007, dann Erzbischof von Cascavel)
- Francisco Javier Del Valle Paredes (24. Dezember 2008 – 6. Dezember 2017)
- Bruno Elizeu Versari (6. Dezember 2017 – 10. Juni 2024, dann Bischof von Ponta Grossa)
- Evandro Luis Braun (seit 9. April 2025)